# Long Road to Ruin
Long Road to Ruin is een nummer uit 2007 van de Amerikaanse hardrockband Foo Fighters. Het werd uitgebracht als tweede single van hun zesde studioalbum Echoes, Silence, Patience & Grace.

## Achtergrondinformatie
Het nummer had een trage start, dat vooral te maken had met het grote succes van voorganger "The Pretender" die nog steeds hoge airplay genoot. Het bereikte desondanks de top van de Billboard) Hot Modern Rock Tracks en bleef daar zeven achtereenvolgende weken en bereikte tegelijkertijd de tweede plek ik de Hot Mainstream Rock Tracks. Door deze Modern Rock Tracks-successen, is de band de enige act dat vier achtereenvolgende jaren een nummer-1 positie heeft bereikt. Ook schaarde de band met behulp van dit nummer in een select groepje bands, naast REM, U2 en Linkin Park, die met drie verschillende nummers in de lijst stonden. In dit geval ging het om "The Pretender" en de opvolger "Let It Die".

## Videoclip
De Foo Fighters staan bekend om hun humoristische videoclips (zie o.a. Big Me, Learn to Fly en DOA); met vaste regisseur Jesse Perez hebben ze voor Long Road to Ruin een persiflage gemaakt op de soapseries uit de jaren 70.
De videoclip, feitelijk een binnenverhaal, is eind september 2007 opgenomen; Dave Grohl (met getoupeerde pruik en valse snor in plaats van zijn gebruikelijke baard) speelt "Davy Grolton", een populaire zanger/acteur die in zijn serie te zien is als "Hansom Davidoff" en met de "Davy Grolton Band" in een winkelcentrum het nummer speelt. Als Grolton zijn vriendin in het publiek ziet weglopen, rent hij haar achterna waarop zijn fans hem weer achtervolgen. Buiten aangekomen ziet hij haar wegrijden en barst in tranen uit.
Door de videoclip heen is Grolton in een rijdende auto te zien, waar hij het nummer met tranen in zijn ogen zingt. Hij rijdt zijn auto van een berg af en de auto explodeert.
Er bestaat ook een alternatieve versie waarin alleen het optreden van de Davy Grolton Band te zien is.
De videoclip ging op 1 november 2007 in première tijdens de Europese MTV-Awards. Dave Grohl trad er met de Foo Fighters op en sprak tussen de uitreikingen door met enkele genodigden.

## Tracklist

### 2-track cd-single
1. "Long Road to Ruin" (Foo Fighters)
2. "Seda" (Foo Fighters)

### Cd-maxi
"Long Road to Ruin" (Foo Fighters)
1. "Keep the Car Running" (Richard Patrick, Tim Kingsbury, Regine Chassagne, William Butler, Win Butler, Jeremy Gara, Foo Fighters) (Arcade Fire cover)- 03:27
2. "If Ever" (Foo Fighters)
3. "Big Me (Live from Wal-Mart Soundcheck)" (Foo Fighters)

"Long Road to Ruin" (video) (Foo Fighters)

### 7"
1. "Long Road to Ruin" (Foo Fighters)
2. "Holiday in Cambodia" (Dead Kennedys cover, Live from MTV Video Music Awards 2007, met Serj Tankian)